# Evgueni Maximov
Pour les articles homonymes, voir Maksimov.
Evgueni Maximov (en russe : Евгений Яковлевич Максимов ; 4 mars 1849 - 1er octobre 1904) est un lieutenant-colonel russe, correspondant de guerre, journaliste et voyageur dans l'Empire russe et en Afrique durant la seconde partie du XIXe siècle.

## Biographie
Evgueni Maximov et né dans la famille d'un officier. Il étudie à l'institut et à la faculté de droit de l'université d'État de Saint-Pétersbourg. Après avoir réussi les examens d'entrée comme officier, il rejoint les rangs du régiment des cuirassiers de la garde. Quelque temps après, il quitte ce régiment pour des raisons d'ordre familiales et entre à la gendarmerie où il servira quelques années.

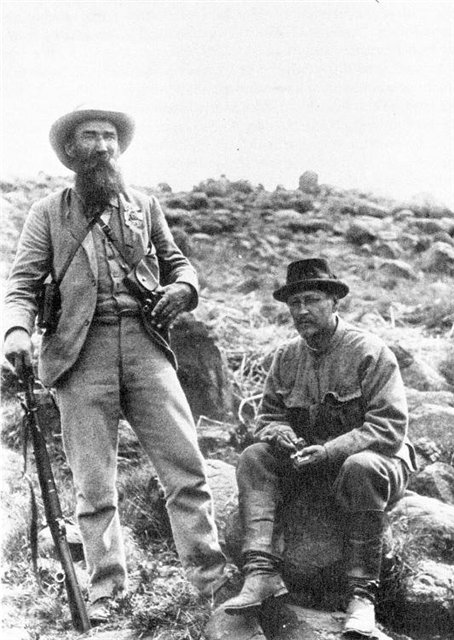
Le colonel Maximov (à droite) accompagné du général Kolbe des Forces spéciales

En 1875, Е. Maximov se porte volontaire pour servir en principauté de Serbie ; il participe à la guerre russo-turque de 1877-1878.
En 1880, il accompagne avec un escadron du Comité international de la Croix-Rouge dans les possessions russes d'Asie centrale de l'Empire russe. Au mois de mai de la même année 1880 il sert sous les ordres du général Mikhaïl Skobelev.
En 1896, il se rend dans l'Empire éthiopien comme correspondant du journal Novoïé Vrémia, organise une caravane et se rend à Addis-Abeba.
Durant la seconde guerre des Boers (1899—1902), Maximov se rend en République sud-africaine et fait partie du corps de la légion européenne. Après la mort de son supérieur Georges de Villebois-Mareuil, il commande lui-même la légion.

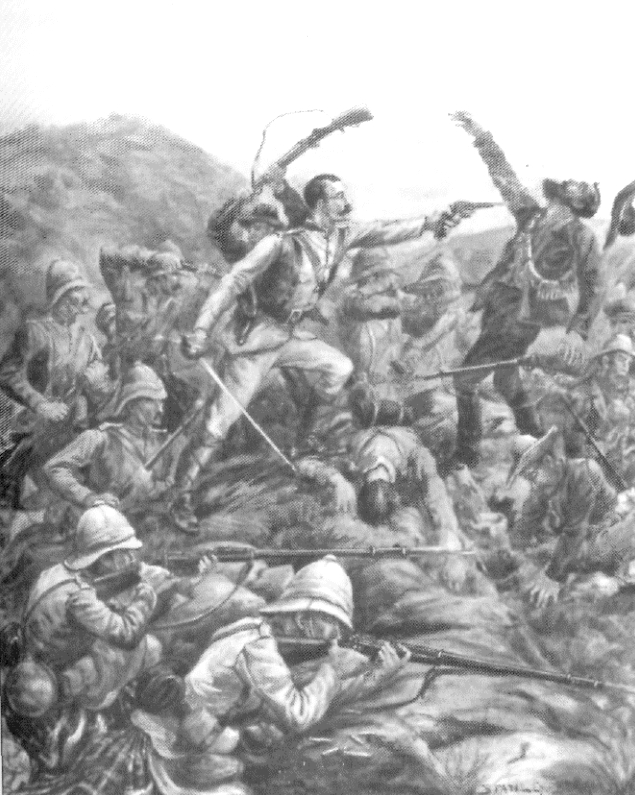
Le capitaine Towse tire sur Maximov à bout portant

En mai 1900, il devient général des Boers. Lors des combats contre les Britanniques Maximov est gravement blessé à la tête par le capitaine britannique Towse. Les services secrets britanniques annoncent déjà sa mort et le capitaine a reçu la croix de Victoria, la plus haute distinction militaire de la Grande-Bretagne. Mais Maximov survit et est évacué vers la Russie.
En plus de sa carrière militaire, Maximov s'est illustré dans le domaine littéraire en publiant ses articles dans Novoïé Vrémia, L'invalide russe, Moskovskie Vedomosti et d'autres journaux et revues .
En août 1901, à Saint-Pétersbourg, Maximov participa à un duel avec Alexandre von Sayn-Wittgenstein-Berleburg, héritier d'une des plus anciennes familles allemandes, adjudant âgé de 28 ans, membre de l' escorte personnelle de l'empereur, qui meurt dans ces circonstances tragiques.
À l'époque de la guerre russo-japonaise Evgueni Maximov fait partie du 36e régiment d'infanterie Orlovski il meurt lors de la bataille du Cha-Ho le 1er (le 14 dans le calendrier grégorien) octobre 1904.